# Cofre
Cofre é um compartimento próprio para armazenar dinheiro, bens ou documentos de valor. Pode ser subterrâneo ou embutido em armários e paredes. Seu revestimento pode ser de uma camada espessa de concreto, aço ou madeira.
Para garantir sua inviolabilidade, possui um segredo ou chave ou ambos, o que permite que apenas o possuidor do segredo abra-o. Tal segredo pode ser mecânico (girando um disco com marcações de 00 a 99 à direita e à esquerda), eletrônico (digitando uma senha em um teclado numérico) ou com uma chave. Os pequenos cofres (cofrinhos) em formato de porco não têm segredo, por serem utilizados por crianças: para recuperar o dinheiro ali existente, deve-se quebrar o cofre, feito neste caso de barro ou porcelana.

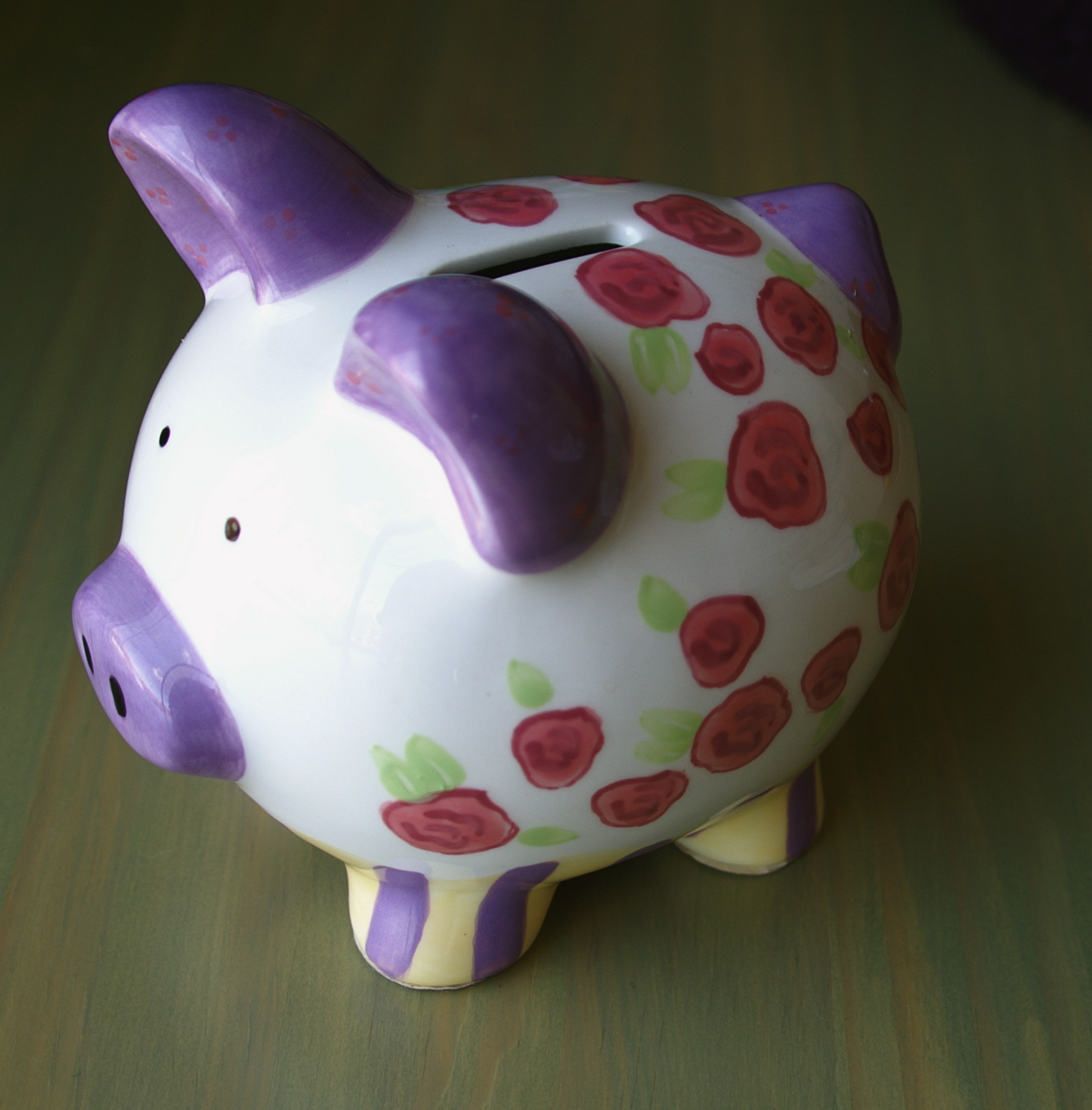
Cofrinho feito de porcelana

## Origem
O cofre como atualmente é conhecido foi inventado pelo francês Alejandro Fischet. A invenção de Fischet além de eficaz à ação de ladrões também era resistente à água e ao fogo.

## Origem do cofre de porquinho
No século XVIII era comum o emprego de um tipo de argila chamada pygg em cerâmica. As pessoas usavam os potes feitos de pygg para guardar moedas. Ao atender uma encomenda, um ceramista inglês, que não estava familiarizado com o termo, confundiu pygg com pig (“porco”, em inglês), pois as duas palavras têm o mesmo som quando pronunciadas. Por isso, preparou potes em forma de porco. O engano acabou fazendo o maior sucesso.

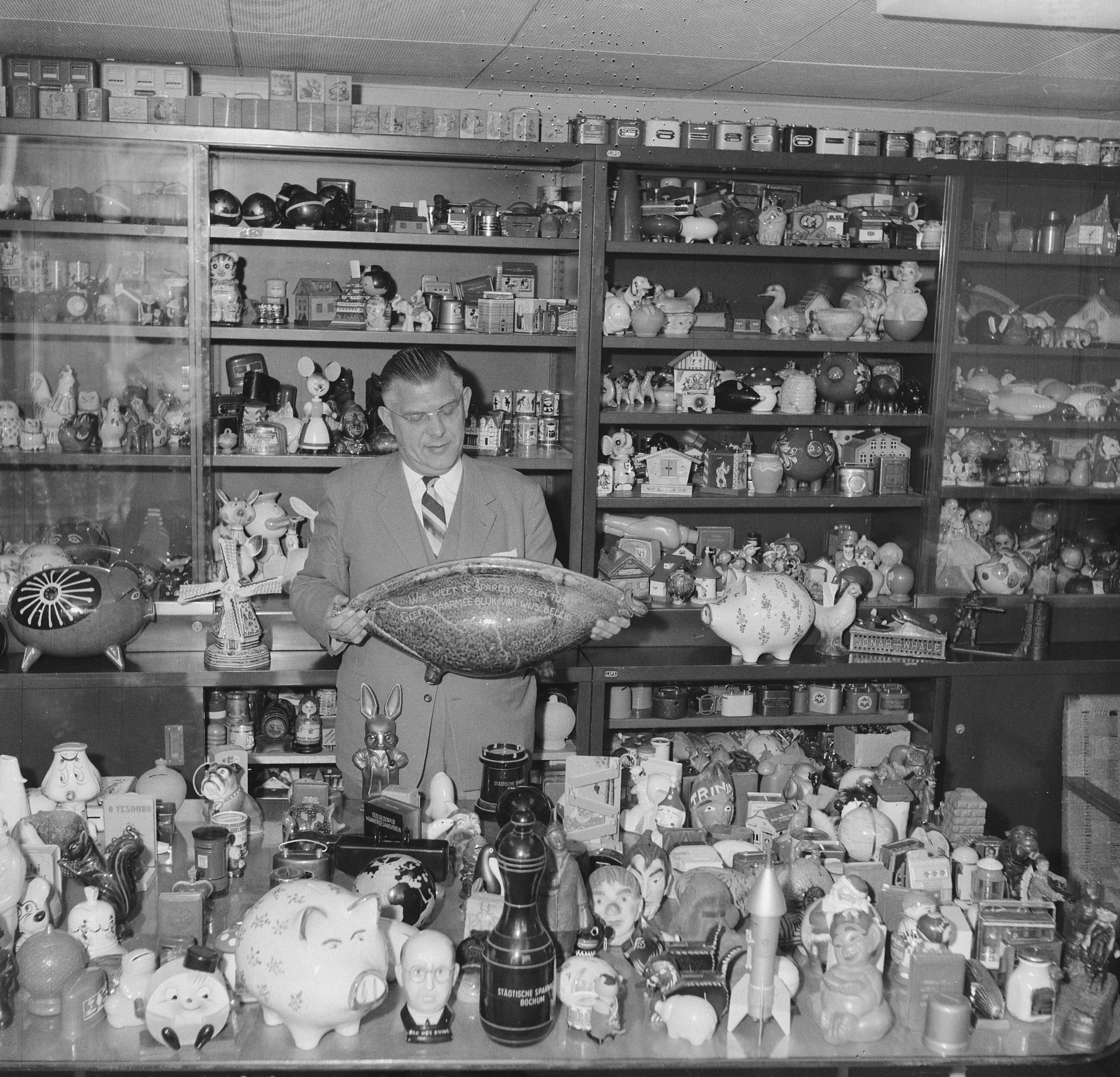
Sr. Ter Wolbeek e a segunda maior coleção de cofrinhos do mundo. No acervo há vários cofres de porquinho em variadas estampas.

Outra versão para origem do cofrinho em formato de porco dá conta que no século XVI, com a Europa decadente economicamente e como consequência europeus empobrecidos no norte do Reino Unido e na Escócia, passou-se a usar utensílios feitos de uma argila barata de nome pig, um nome genérico. Supostamente o termo pig nada tem a ver com pig, no caso significando porco e derive de piggin, que é um baldinho de madeira com alça, mas também dá nome a outro tipo de baldinho, dessa vez tendo a cerâmica como matéria prima. Com o passar do tempo esses objetos confeccionados com a argila pig passaram a ser chamados de pirly pigs. Pirly em tradução para o português: inserir. Fazendo um trocadilho com pig, com significado literal de porco os artesãos deram início à confecção de cofres em formato de porco.
Há uma história que se atribui à criação do cofre de porquinhos ao engenheiro e criador francês de porcos Sebastian La Pestre que calculou que uma porca durante o período de dez anos poderia gerar seis milhões de filhotes. Então o animal seria o melhor representante quando o assunto é economia, investimento.
Outra versão leva aos anos em que precederam a II Guerra Mundial sendo os judeus alvos de perseguição dos governos da Europa. Na Alemanha os judeus eram perseguidos pelos partidários de Hitler que os culpavam pelos péssimos resultados econômicos do país por serem os detentores de ampla parte das riquezas do país. Lembrando que judeus foram os primeiros banqueiros da Europa. Diante disso e do fato de a religião judaica proibir a ingestão de carne suína, o cofre em forma de suíno se popularizou na sociedade alemã, uma forma de tirar o dinheiro das mãos dos judeus.

## Outros cofrinhos
O cofre porquinho de argila na cor rosa é um clássico e são quebrados a certa altura. Mas há uma diversidade de cores e materiais utilizados na confecção dos porquinhos: plástico, lata, borracha e com abertura para a retirada das moedas sem danificar o cofre. Os cofrinhos em forma de caixas, latinhas, animais, botijões de gás e diversos animais também têm espaço, seja com a clássica abertura, onde são inseridas as moedas, ou com aberturas mais amplas onde são colocadas também as notas de dinheiro e que são fechados com chaves ou códigos numéricos.

## Cofrinho-Brinde
A  Caixa Econômica Federal foi a instituição pioneira ao distribuir cofrinhos como brinde à sua clientela. Em 17 de junho de 1933 o banco lançou o evento "Semana do pé de Meia" como um incentivo para o hábito de poupar dinheiro. Logo outros bancos compraram a ideia e passaram a fazer o mesmo oferecendo diversos modelos de cofres aos clientes:
Casa Bancária F. Munhoz(1941), sucedida pelo Banco F. Munhoz(depois Banco do Grande São Paulo, adquirido pelo Banco Nacional em 1970) - anos 1950 - cofre de metal, com o Slogan:  "Centavo Poupado ... Futuro Asegurado"

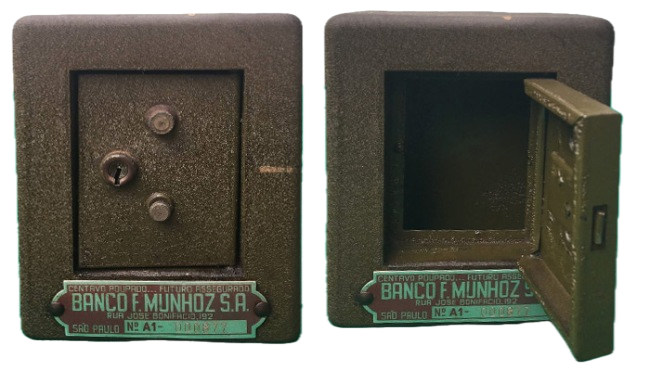
Famoso cofrinho Banco F. Munhoz

Banco do Brasil - anos 1950 - foguete
Banco de Crédito Nacional - anos 1970 - casinha de plástico
Caderneta de Poupança Haspa - anos 1970 - casinha de plástico
Caderneta de Poupança Delfim - anos 1970 - latinha
Caderneta de Poupança Federal de São Paulo - anos 1970 - saco de dinheiro de material plástico
Poupex - anos 1980 - baleia Leia (a mascote da instituição)
Banco Meridional - anos 1980 - Globo terrestre
Banco do Brasil - anos 1980 - porquinho
Caixa Econômica Federal - anos 1990 - lápis
Caixa Econômica Federal - 2006 - Poupançudos 

## Caixa-Forte
Caixa-forte são construções que fazem parte de um prédio ou edificação. Estar inserido numa maior estrutura é o que difere o caixa-forte de um cofre padrão. As paredes são construídas em concreto reforçado intercalado com vigas de aços. As portas costumam ser elaboradas com resistência mecânica, térmica e também isolamento acústico. Senha mecânica e digital chaves especiais são as únicas formas (em condição típica) de abri-las.

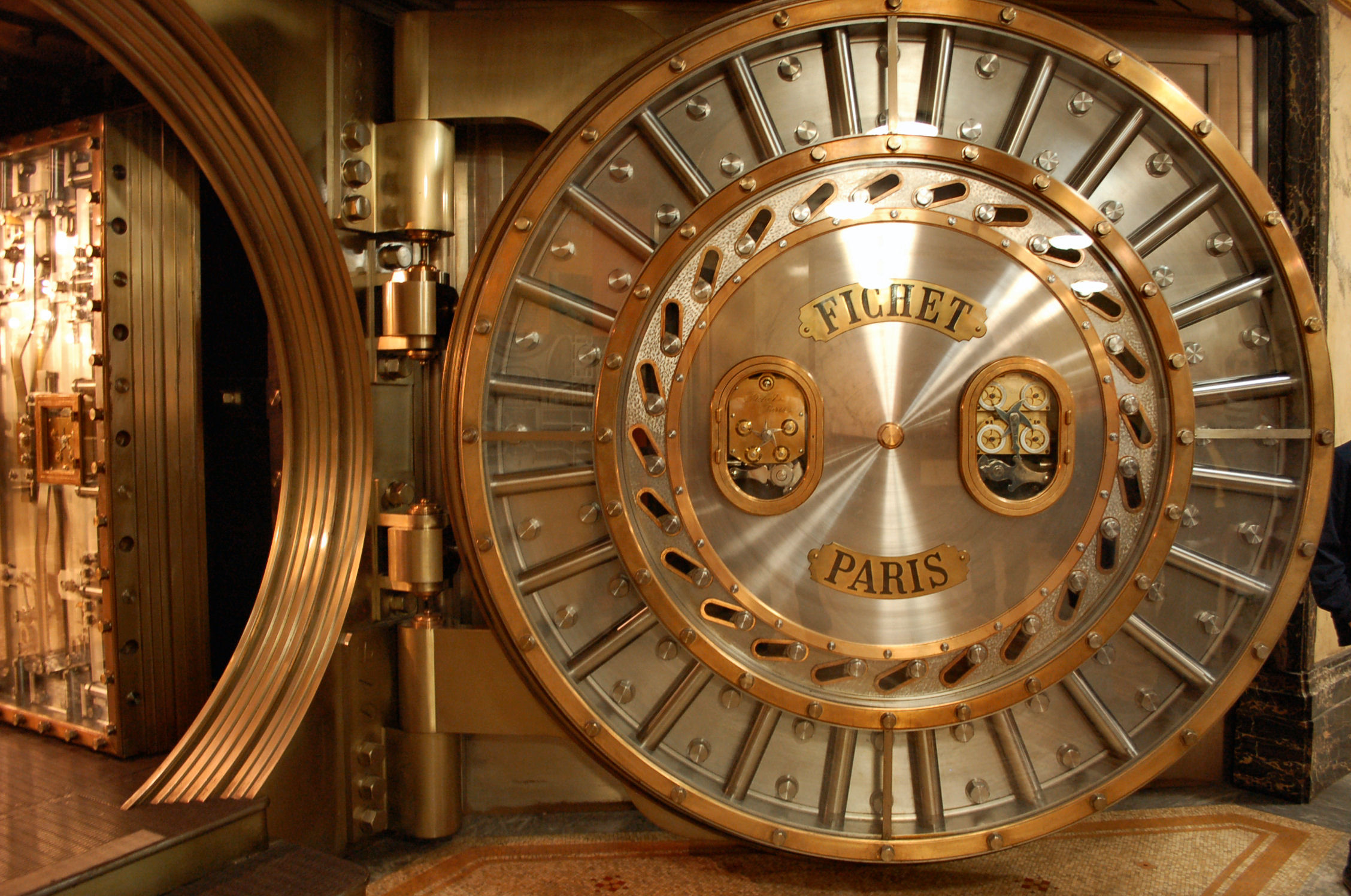
Caixa-Forte do Edifício Crédit Lyonnais em Paris (França).

Apesar de toda essa estrutura elaborada contra roubos e um sistema computacional para impedir o acesso ao seu interior as falhas são possíveis de ocorrer. Um exemplo que demonstra possíveis falhas é o furto ao Banco Central de Fortaleza Ceará) que aconteceu em 2005. Uma quadrilha alugou uma casa próxima ao banco e cavou um túnel até chegar ao caixa- forte, que pouco a pouco foi sendo preparado até sua estrutura ficar com uma fina camada. Conseguindo entrar no caixa forte a quadrilha furtou cerca de R$164  milhões. Os bandidos dominavam a planta interna do Banco Central.